# Jacqueville (departement)
Jacqueville är ett departement i Elfenbenskusten. Det ligger i regionen Grands-Ponts, i den södra delen av landet, 200 km söder om huvudstaden Yamoussoukro. Arean är 680 kvadratkilometer.